# Parevania micholitzi
Parevania micholitzi är en stekelart som först beskrevs av Günther Enderlein 1905.  Parevania micholitzi ingår i släktet Parevania och familjen hungersteklar. Inga underarter finns listade i Catalogue of Life.